# Емма Ландер
Емма Ландер (2 вересня 1991 , Ванкувер, Британська Колумбія ) — канадська біатлоністка.

## Кар'єра

### Кубок IBU
У сезоні Кубка IBU 2015–2016 років на етапі в Кенморі Ландер здобула срібну медаль у спринтерській гонці на 7,5 км.

## Результати за кар'єру
Усі результати наведено за даними Міжнародного союзу біатлоністів.

### Олімпійські ігри
| Змагання      | Інд. гонка | Спринт | Гонка пер. | Мас-старт | Естафета | Змішана ес. |
| ------------- | ---------- | ------ | ---------- | --------- | -------- | ----------- |
| 2018 Пхенчхан | 54         | 54     | 53         | —         | 10       | —           |

### Чемпіонати світу
| Змагання            | Інд. гонка | Спринт | Гонка пер. | Мас-старт | Естафета | Змішана ес. | Од. змішана ес. |
| ------------------- | ---------- | ------ | ---------- | --------- | -------- | ----------- | --------------- |
| Естерсунд 2019      | 26         | 51     | На коло    |           | 14       | 14          |                 |
| Разен-Антгольц 2020 | 35         | 35     | 41         |           | 9        | 14          | 8               |
| Поклюка 2021        | 22         | 42     | 20         | 17        | 16       | 8           | 9               |